# Afonso Costa (remero)
Afonso Duarte Costa (Lisboa, 20 de marzo de 1996) es un deportista portugués que compite en remo. Ganó una medalla de oro en el Campeonato Mundial de Remo en Sala de 2025, en la prueba de ligero 2000 m.

## Palmarés internacional
| Campeonato Mundial | Campeonato Mundial | Campeonato Mundial | Campeonato Mundial |
| Año                | Lugar              | Medalla            | Prueba             |
| ------------------ | ------------------ | ------------------ | ------------------ |
| 2025               | Sede virtual       | Medalla de oro     | Ligero 2000 m      |